# Festival cinematografico

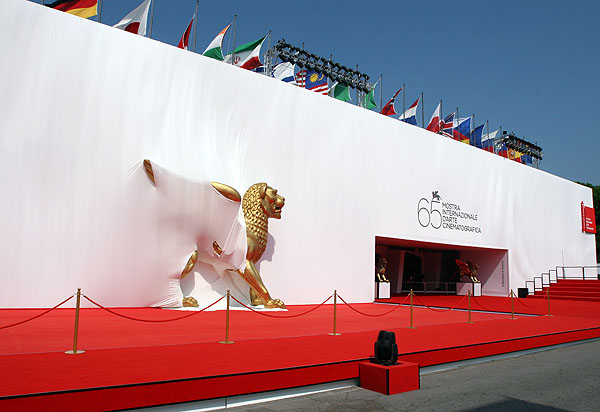
L'apertura del 65º Festival del cinema di Venezia nel 2008

Un festival cinematografico (o film festival) è una manifestazione culturale durante la quale sono presentati al pubblico dei film generalmente inediti. Il più antico festival internazionale del cinema è la Mostra internazionale d'arte cinematografica di Venezia.

## Descrizione
Il periodo che precede il festival, è riservato alle procedure di assegnazione degli accrediti e alla selezione dei film da presentare. Tra le centinaia di film inviati, il direttore del festival e i suoi collaboratori scelgono quelli più meritevoli e che soddisfino le linee guida della manifestazione. Questa fase è assai delicata, specie se il festival è "competitivo", ossia presenta un concorso. Il livello dei film in concorso è infatti basilare per mantenere, negli anni, l'interesse dei media di massa e dei cinefili. Nel caso specifico dei festival competitivi, si affida il compito di assegnare eventuali premi o "menzioni" ad una giuria, guidata dal cosiddetto "presidente di giuria". Può essere organizzato anche un "premio del pubblico", votato da una giuria popolare.
Ogni festival ha un suo regolamento, un budget da rispettare e solitamente si svolge con cadenza annuale (la durata varia da pochi giorni alle due settimane). Fondamentali sono gli sponsor e il sostegno da parte di istituzioni pubbliche e culturali. Un certo introito può provenire anche dalla vendita dei biglietti, degli abbonamenti e degli accrediti (anche se questi spesso sono gratuiti). Alle proiezioni possono accedere (di solito): gli spettatori paganti, gli invitati, le delegazioni che accompagnano i film, e gli accreditati (giornalisti, studenti delle scuole di cinema, etc.).
I festival minori spesso si occupano di un genere cinematografico particolare o di un argomento specifico (e sono detti quindi festival "tematici"), mentre i festival di livello internazionale sono di solito "generalisti": accettano film di diverso genere, formato, supporto, lunghezza e paese d'origine (suddividendoli spesso in "sezioni"); organizzano retrospettive ed eventi collaterali di ogni tipo (première con ospiti, serate di gala o di beneficenza, etc.); e offrono servizi dedicati ai giornalisti, come conferenze stampa e proiezioni riservate. I grandi festival sono quindi occasione d'incontro per tutti gli "addetti ai lavori" del mondo del cinema. Produttori, distributori, registi, attori, critici cinematografici e semplici appassionati, si ritrovano per vedere le ultime novità, i film d'essai e i blockbuster.
I distributori e le case di produzione che hanno un film in programma, sfruttano spesso il festival ai fini promozionali, distribuendo il pressbook e vario materiale pubblicitario ("gadgets"), e facendo accompagnare il film dal regista e dagli interpreti principali. Questo perché le immagini delle "passerelle" con le stelle del cinema, come ad esempio la celebre "Montée de Marche" a Cannes, fanno spesso il giro del mondo.
La Federazione internazionale delle associazioni di produzione cinematografica (FIAPF) ha stilato un elenco dei principali festival cinematografici internazionali, denominati "festival di serie A". L'elenco comprende i festival di Cannes, Venezia, Berlino, Shanghai, San Sebastián, Mosca, Karlovy Vary, Mar del Plata, Locarno (dal 2002), Il Cairo, Montréal e Tokyo.
In Italia è presente la Associazione festival italiani di cinema (AFIC), un'associazione fondata nel 2004 che raggruppa oltre trenta festival cinematografici italiani, tra cui i festival di Milano, Ischia, Torino, Lucca, il Far East Film Festival di Udine e il Trieste Science+Fiction Festival.